# EN 60601-2-52
Die EN 60601-2-52 mit dem Titel „Teil 2-52: Besondere Festlegungen für die Sicherheit einschließlich der wesentlichen Leistungsmerkmale von medizinischen Betten“ ist Teil der Normenreihe EN 60601.
Herausgeber der DIN-Norm DIN EN 60601-2-52 ist das Deutsche Institut für Normung.
Die Norm basiert auf der internationalen Fassung IEC 60601-2-52. Im Rahmen des VDE-Normenwerks ist die Norm als VDE 0750-2-52 klassifiziert, siehe DIN-VDE-Normen Teil 7.
Diese Ergänzungsnorm regelt allgemeine Festlegungen für die Sicherheit, Prüfungen und Richtlinien von medizinischen Betten. Zweck ist es, Merkmale der Basissicherheit, die wesentlichen Leistungsmerkmale sowie Prüfungen zu beschreiben und zusätzlich Anleitungen für ihre Anwendung zu geben.

## Gültigkeit
- DIN EN 60601-2-52 ist Ersatz für die mit ihrem Erscheinen zurückgezogene DIN EN 60601-2-38:2001-07.
- Die endgültige Version der Norm ist korrespondierend mit der 3. Ausgabe der DIN EN 60601-1 anzuwenden.

## Anwendungsbereich
Diese Internationale Norm gilt für die Basissicherheit und die wesentlichen Leistungsmerkmale von medizinischen Betten für Erwachsene.
Gefährdungen, die durch die beabsichtigte physiologische Funktion von medizinischen Betten oder Systemen innerhalb des Anwendungsbereichs dieser Norm verursacht werden, sind nicht durch besondere Anforderungen in dieser Norm erfasst. Diese Norm kann auch auf medizinische Betten angewendet werden, die für die Kompensation oder Linderung von Krankheiten, Verletzungen oder Behinderungen benutzt werden.

## Zusatzinformation
Folgende geänderte Anforderungen sind in der EN 60601-2-52 enthalten (Auszug):
- Schutz vor mechanischen Gefährdungen (Einklemmen, Fallen, Fangstellen, Bewegung, Stabilität, Transport, Mechanische Festigkeit)
- Schutz vor Gefahren durch Reinigung/eindringende Flüssigkeiten
- Analyse von Gefährdungssituationen
- Konstruktive Anforderungen